# Bridgman
Bridgman – miasto w Stanach Zjednoczonych, w stanie Michigan, w hrabstwie Berrien.